# 狐友
狐友，是搜狐于2018年推出的一款用户关系的开放社交软件，用户可以通过视频、文字、图片、链接等内容来记录自己的生活，并能够通过社交方式来与其他用户进行交流。